# Террони
Террони (итал. terroni, ед. число муж. рода — terrone, также диалектное terun, tarun, teroch) — распространённое в Италии наименование жителей юга страны. Носит насмешливый и/или презрительный характер.
Происходит по всей видимости от искажённого terra (итал. земля) и изначально связывался с южноитальянскими латифундистами. Позднее слово превратилось в прозвище для любого южанина, ассоциировалось с неаполитанским диалектом и набором стереотипных представлений (как правило, негативных) о южанах.
На Юге, в свою очередь, распространена презрительная кличка «полентоне» (итал. polentone), которую применяют для северян.